# Ach-Charqiya du Sud
Ach-Charqiya du Sud (ou Janūb ash Sharqīyah) est un gouvernorat du sultanat d'Oman situé à l'Est du pays sur le cap de la péninsule d'Arabie près des côtes du golfe d'Oman et de l'océan Indien. Il est issu de la scission de la région (mintaqat) d'Ach-Charqiya par la réforme du 28 octobre 2011 :

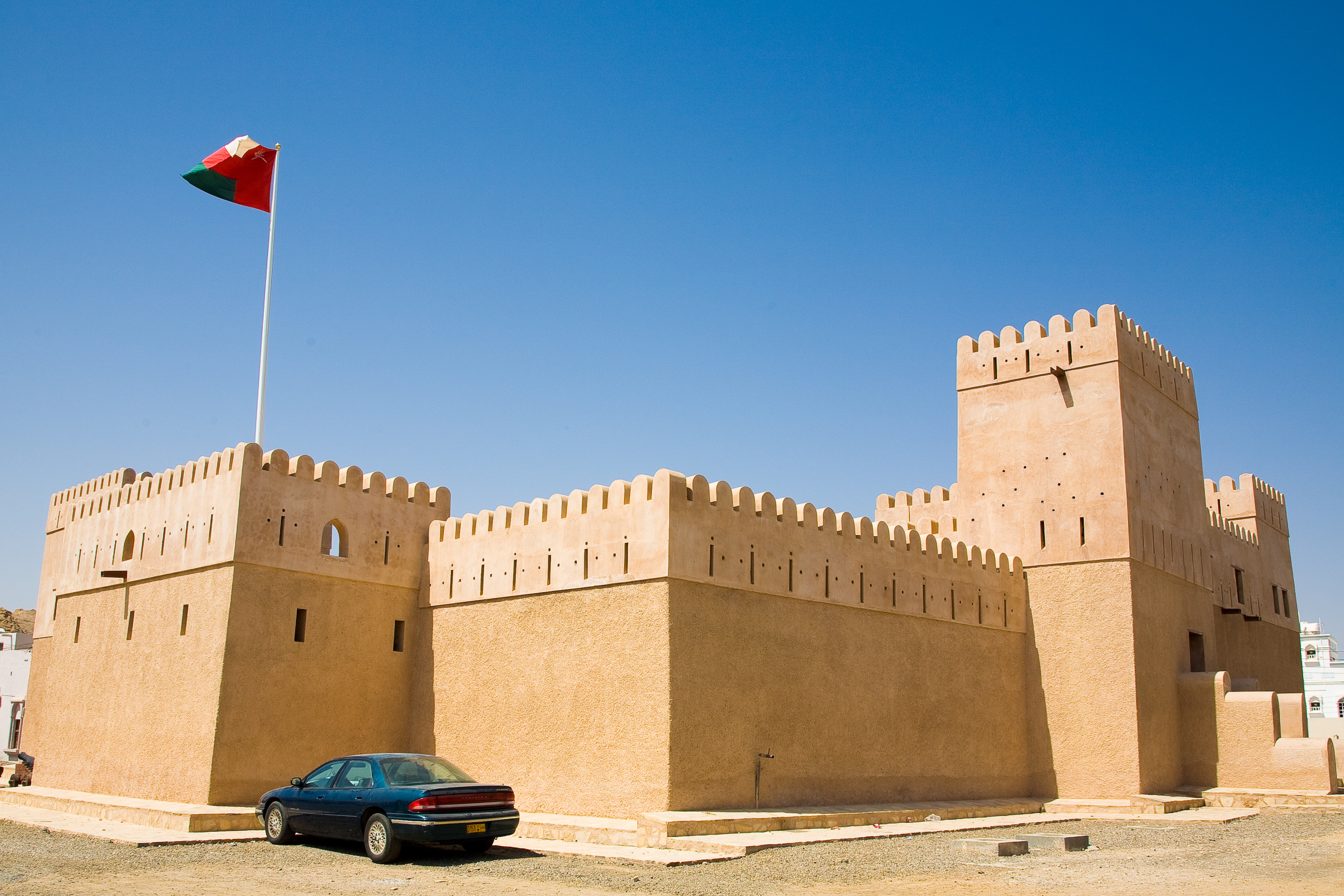
Gouvernorat d’Al-Sharqiyya Sud – Vue

La capitale est Sour (14 551 habitants en 2010). L'île de Masirah est rattachée administrativement à ce gouvernorat.
Ce gouvernorat regroupe les wilayas suivantes :
- Sour
- Al Kamil W’al Wafi
- Jaalan Bani Bou Hassan
- Jaalan Bani Bou Ali
- Massira